# 720p
720p – skrócona nazwa jednego z trybów wideo.
Liczba 720 oznacza pionową rozdzielczość ekranu (równą 720 poziomych linii). 720p jest częścią telewizji wysokiej rozdzielczości HDTV w formacie panoramicznym 16:9 wyrażonej także dzięki poziomej rozdzielczości ekranu (równej 1280 pionowych linii) – rozdzielczość 1280×720 zawiera 0,92 megapikseli. Litera „p” oznacza obraz progresywny (bez przeplotu). Informacja o odświeżaniu obrazu może zostać dopisana po prawej stronie litery „p” (np. 720p30 oznacza 30 klatek na sekundę, czyli 30 obrazów/s).
Pierwsze telewizory LCD i plazmowe sygnowane symbolem HD ready obsługiwały właśnie tę rozdzielczość, obecnie jest to minimalna rozdzielczość wymagana do otrzymania tego znaku od EICTA (czyli np. odbiorniki 1080p też są oznaczone HD ready).